# 24 часа из жизни женщины (фильм, 1999)
«24 часа́ из жи́зни же́нщины» (англ. The 24 Hour Woman) — американская комедия 1999 года, снятая режиссёром Нэнси Савока, также участвовавшей в написании сценария.

## Сюжет
Грейс Сантос (Рози Перес) — популярная ведущая утреннего телевизионного шоу «24 часа из жизни женщины» и одновременно жена продюсера этого шоу Эдди Диаза. Когда в эфире программы Грейс объявила о своей беременности они с мужем попадают под пристальное внимание общественности и вынуждены испытывать, что такое быть знаменитым с другой стороны.

## В ролях
- Рози Перес — Грейс Сантос
- Мэрианн Жан-Батист — Меделин Лабель
- Пэтти Люпон — Джоан Маршалл
- Карен Даффи — Марго Линн
- Диего Серрано — Эдди Диаз, муж Грейс
- Мелисса Лео — доктор Сюзанна Пинкус
- Уэнделл Пирс — Рой Лабелл
- Крис Купер — Рон Хэксби

## Оценка
Жанет Мэслин из The New York Times положительно оценила то, как был описан в фильме образ работящей женщины, несмотря на смешанное общее впечатление, оставленное картиной. Роджер Эберт в своей статье в Chicago Sun-Times дал в целом положительную () оценку фильму, найдя его бурлескной комедией, заключающей в себя некоторое послание — «толику сатиры в отношение телевизионных ток-шоу».
Нэнси Савока и Рози Перес были номинированы на «Латиноамериканский Оскар» за этот фильм.